# Kościół św. Teresy od Dzieciątka Jezus w Koszewku
Kościół św. Teresy od Dzieciątka Jezus – katolicki kościół filialny zlokalizowany w Koszewku, w gminie Stargard.

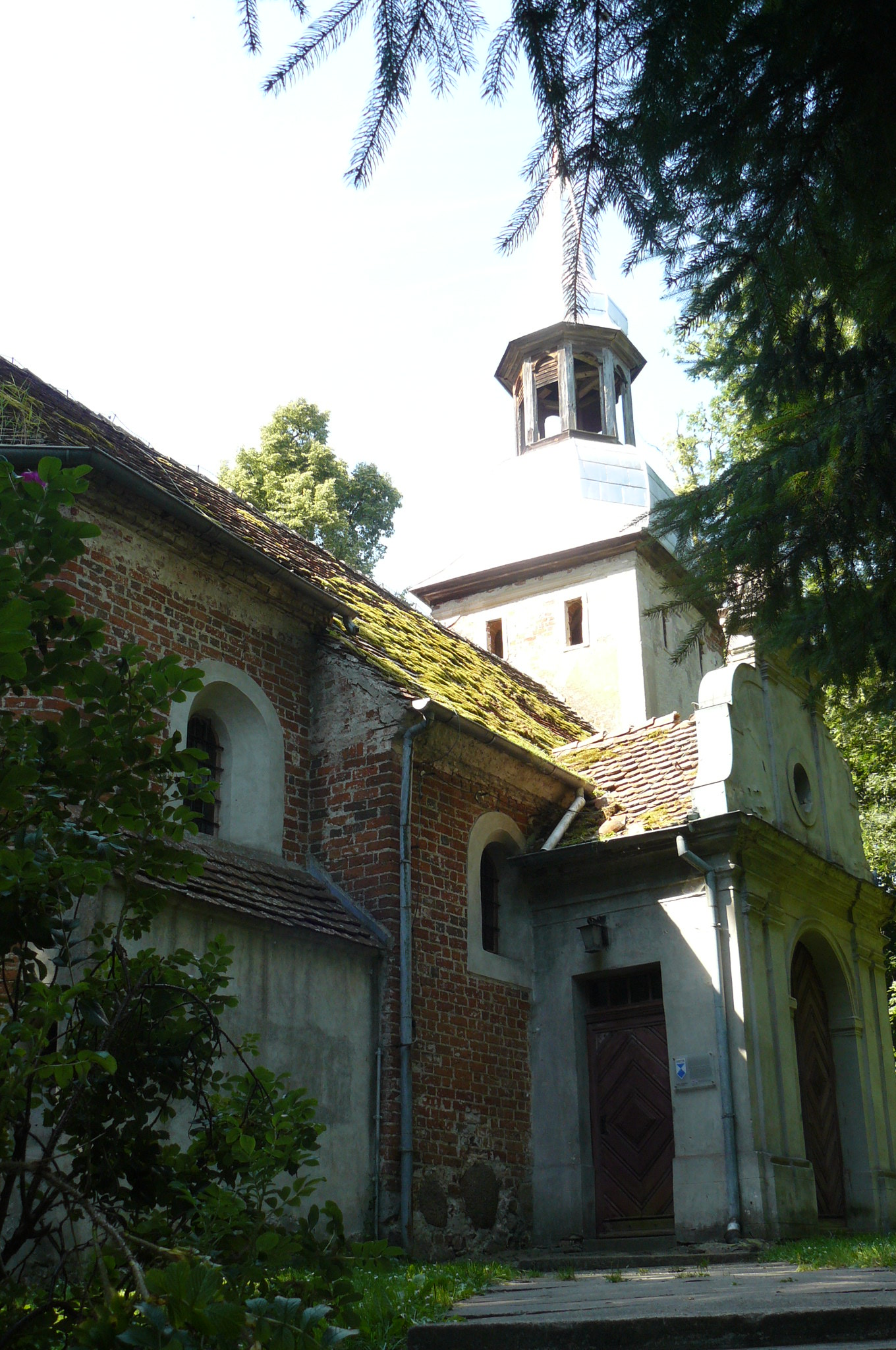
Barokowa kaplica

Świątynia na planie prostokąta powstała w XV wieku z kamienia polnego i cegły. Stoi na wzgórzu. Posiada węższe prezbiterium z aneksami, zamknięte wschodnią, trójboczną ścianą. Do korpusu nawowego dobudowana jest barokowa kaplica z kryptą. Wieża częściowo oparta na korpusie. W latach 1709–1710 wieża otrzymała nowy, barokowy hełm. Przy tej przebudowie dach wieży pokryto gontem, w początku XXI wieku zastąpiony blachą. Pod nawą i prezbiterium znajduje się krypta, w której chowano miejscowych właścicieli ziemskich. Z XVIII wieku zachowała się oryginalna stolarka drzwiowa. Ołtarz i zachodnia empora pochodzą z 1723 (barok). Z tego samego czasu są także dwa sakramentaria. Dzwon XV-wieczny (brązowy). Sufit z 1724. Zachowane są piaskowcowe i marmurowe nagrobki z inskrypcjami wychwalającymi zasługi dla państwa pruskiego:
- Bernharda Friedricha von Kussow (hrabiego, zm. 1767),
- Joachima Friedricha von Kussow (zm. 1777),
- Ottona Bogislava von Zastrow (zm. 1787),
- Friderici Gottlieby von Kussow (hrabiny)[1].

Kościół otoczony resztkami muru. Wokół świątyni relikty pierwotnego cmentarza z początku XVI wieku.